# Fillmore (Kalifornia)
Fillmore – miasto w Stanach Zjednoczonych, w stanie Kalifornia, w hrabstwie Ventura.